# Фуад Анвар
Фуад Анвар (араб. فؤاد أنور; нар. 13 жовтня 1970) — саудівський футболіст, що грав на позиції півзахисника.
Виступав, зокрема, за клуб «Аш-Шабаб», а також національну збірну Саудівської Аравії.

## Клубна кар'єра
У дорослому футболі дебютував 1990 року виступами за команду клубу «Аш-Шабаб», в якій провів вісім сезонів, взявши участь у 289 матчах чемпіонату. Більшість часу, проведеного у складі «Аль-Шабаба», був основним гравцем команди.
Протягом 1999 року захищав кольори команди клубу «Сичуань Цюаньсин».
Завершив професійну ігрову кар'єру у клубі «Ан-Наср» (Ер-Ріяд), за команду якого виступав протягом 1999—2001 років.

## Виступи за збірну
У 1990 році дебютував в офіційних матчах у складі національної збірної Саудівської Аравії. Протягом кар'єри у національній команді, яка тривала 11 років, провів у формі головної команди країни 68 матчів, забивши 12 голів.
У складі збірної був учасником кубка Азії з футболу 1992 року в Японії, де разом з командою здобув «срібло», чемпіонату світу 1994 року у США, розіграшу Кубка конфедерацій 1992 року у Саудівській Аравії, де разом з командою здобув «срібло», розіграшу Кубка конфедерацій 1995 року у Саудівській Аравії, кубка Азії з футболу 1996 року в ОАЕ, здобувши того року титул переможця турніру, чемпіонату світу 1998 року у Франції.

## Титули і досягнення
- Переможець Юнацького (U-16) кубка Азії: 1988
- Чемпіон світу (U-16): 1989
- Переможець Кубка націй Перської затоки: 1994
- Володар Кубка Азії: 1996
- Срібний призер Кубка Азії: 1992